# راي بلانتون
راي بلانتون (بالإنجليزية: Ray Blanton) هو سياسي أمريكي، ولد في 10 أبريل 1930 في مقاطعة هاردن في الولايات المتحدة، وتوفي في 22 نوفمبر 1996 في جاكسون في الولايات المتحدة. حزبياً، نشط في الحزب الديمقراطي. وقد انتخب حاكم تينيسي ‏ وانتخب عضو مجلس نواب تينيسي وانتخب عضو مجلس النواب الأمريكي.